# Stardust Resort & Casino
Stardust Resort and Casino – w przeszłości stanowił hotel i kasyno, funkcjonujący przy bulwarze Las Vegas Strip w Winchester, w stanie Nevada. Obiekt został otwarty w 1958 roku, mimo że większość nowoczesnych elementów kompleksu (a w tym 32–piętrowa główna wieża hotelowa) powstało w 1991 roku.
Stardust został oficjalnie zamknięty 1 listopada 2006 o godzinie 24:00, po 48 latach działalności. 13 marca 2007 roku obiekt poddano implozji. Krótko po tym, na 25–hektarowym terenie zajmowanym przez Stardust, rozpoczęła się konstrukcja nowego kompleksu, Echelon Place. Jego budowa została jednak wstrzymana w 2008 roku.

## Historia
Inicjatorem budowy Stardust był Tony Cornero, który jednak zmarł w 1955 roku, zanim projekt został skompletowany. Budynek został wtedy wykupiony przez Johna Factora, przyrodniego brata twórcy imperium kosmetycznego Max Factora, Sr. John Factor oddał Stardust w dzierżawę korporacji kierowanej przez Moe Dalitza. W momencie otwarcia, Stardust dysponował największym kasynem i basenem w Nevadzie, a także największym hotelem na obszarze metropolii Las Vegas.
Stardust został oficjalnie otwarty 2 lipca 1958 roku o godzinie 24:00, a wśród gości uczestniczących w uroczystości byli senatorowie, przedstawiciele władz miasta, hrabstwa i stanu, a także osobistości ze świata show-biznesu.
Pierwszego wieczora w Stardust wystąpili Billy Daniels, The Happy Jesters, The Vera Cruz Boys i Jack Martin Quartet. Daniels stał się jednocześnie pierwszym artystą w Las Vegas, który związał się długoterminową umową z obiektem rozrywkowym; podpisał bowiem kontrakt ze Stardust, który zakładał, iż będzie on występował w hotelu 40 tygodni w roku przez kolejne trzy lata.
Stardust pierwotnie składał się z 1065 pokoi, basenu Big Dipper o długości 32 metrów, lobby zajmującego 1250 m², a także kasyna o powierzchni 1530 m².
Niedługo po otwarciu Stardust przejął hotel/kasyno Royal Nevada, który zakończył działalność. Po przemodelowaniu, dawny Roal Nevada zaczął być wykorzystywany jako centrum konferencyjne oraz miejsce zakwaterowania najbardziej zasobnych gości Stardust.
W 1964 roku do użytku oddano nową, 9-piętrową wieżę, która zastąpiła połowę bungalowów. Jej budowa zwiększyła liczbę pokoi hotelowych do 1.470. Przez pięć następnych lat Stardust dysponował największą liczbą pokoi ze wszystkich obiektów w Las Vegas. Ponadto w tym samym okresie w Stardust utworzono basen olimpijskich wymiarów dostępny dla wszystkich gości, a także rozszerzono obszar parkingowy.

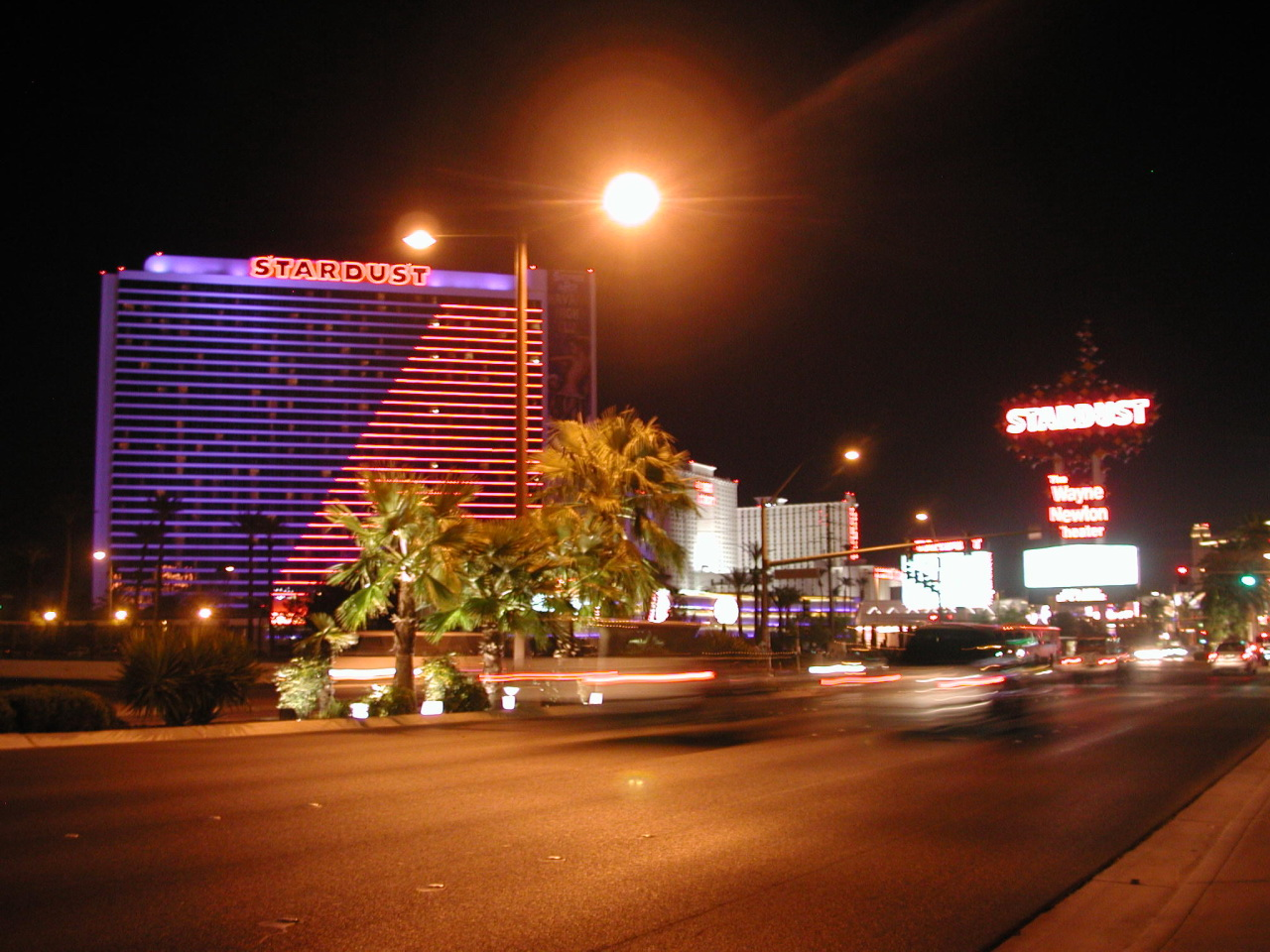
Stardust nocą w 2004 roku

W latach 1965–1970 Stardust operował torem wyścigowym Stardust International Raceway w Spring Valley, na którym odbywały się wydarzenia z serii Can-Am i USAC Championship Car.
W 1966 roku Howard Hughes próbował nabyć Stardust za 30.5 milionów dolarów, jednak został ostrzeżony przez władze stanowe, iż w przypadku wykupu kolejnego kasyna, Hughes może naruszyć Ustawę Shermana.
W listopadzie 1969 roku Parvin-Dohrmann Corporation stała się nowym właścicielem Stardust; wartość transakcji nie została jednak ujawniona. W 1974 roku, wykorzystując pożyczkę od Teamsters Central States Pension Fund, korporacja Argent Corporation wykupiła Stardust. Argent należała oficjalnie do Allena Glicka, jednak powszechnie uważano, iż kasyno Stardust podlegało kontroli organizacji mafijnych.
W latach 70. FBI wykryło, że Argent Corporation odprowadziła nielegalnie ze Stardust od 7 do 15 milionów dolarów. W wyniku tego, skazanych zostało wielu członków organizacji przestępczych, którzy brali udział w procederze. Historia ta wykorzystana została w książce Casino autorstwa Nicholasa Pileggiego.
W 1977 roku gruntownie zmieniono wystrój Stardust, usuwając elementy nawiązujące do tematyki galaktycznej.
Pod koniec lat 70. Argent Corporation wycofała się z biznesu, zaś Stardust został sprzedany Alowi Sachsowi i Herbowi Tobmanowi. Jednakże mimo to, kontrole wykryły, iż Stardust wciąż pośredniczy w nielegalnym odprowadzaniu pieniędzy. W 1984 roku Komisja Gier stanu Nevada nałożyła na obiekt grzywnę w wysokości 3 milionów dolarów za uchylanie się od płacenia podatków. Była to najwyższa kara za tego typu wykroczenie, którą w swojej historii nałożyła Komisja. Spekulacje i kontrowersje na temat rzekomych „potajemnych” właścicieli Stardust ucichły w marcu 1985 roku, kiedy to nowym właścicielem hotelu została korporacja Sama Boyda.
Stardust był „kopalnią złota” dla Chicago Outfit, organizacji przestępczej z Chicago. Kiedy obiekt stał się własnością niezależnej rodziny Boydów, byli oni zaskoczeni tym, jak duże zyski przynosi hotel/kasyno. Były agent FBI William F. Roemer Jr. stwierdził, że „Skala finansowych przekrętów była taka duża, że oświadczenia o profitach i stratach przedstawiane przez dotychczasowych właścicieli nie ukazywały prawdziwego obrazu – kopalni złota, jaką był Stardust.”
W 1991 roku powstała nowa, 32-piętrowa wieża, która zwiększyła liczbę pokoi do 1.500. Częścią Stardust stały się również nowe baseny, pole golfowe, a także siłownie. Koszt renowacji wyniósł wtedy ponad 300 milionów dolarów.
W szczytowym momencie Stardust składał się z kasyna o powierzchni 9.300 m², w którym znajdowały się 73 stoły oraz 1.950 maszyn do gry. Centrum konferencyjne zajmowało natomiast 2.300 m² i mogło organizować spotkania grup liczących od 25 do 2.000 osób.
W Stardust swoją przygodę z Las Vegas Strip zaczął duet Siegfried i Roy. Pomocy udzielił im członek mafii – Frank Rosenthal, użyczając Siegfriedowi i Royowi Rolls-Royce’a należącego do Allena Glicka.
W 1999 roku dziesięcioletnią umowę ze Stardust podpisał Wayne Newton. Według jej warunków, Newton miał otrzymywać 25 milionów dolarów wynagrodzenia każdego roku; był to najdroższy kontrakt tego typu w Las Vegas w tamtym okresie. Po niespełna sześciu latach Newton zakończył współpracę z obiektem, a jego miejsce w kwietniu 2005 roku zajął George Carlin. W marcu 2005 roku swoją serię występów w Stardust rozpoczął magik Rick Thomas.

## Ostatni dzień
Stardust został oficjalnie zamknięty 1 listopada 2006 roku. Jimmy Kumihiro, turysta z Hawajów, po raz ostatni rzucił kośćmi w kasynie obiektu. Automaty do gier zostały oficjalnie zablokowane o godz. 7:30. Dokładnie o północy dokonano oficjalnego zamknięcia Stardust, po 48 latach nieprzerwanego, 24-godzinnego funkcjonowania. Z głośników umieszczonych na zewnątrz budynku płynęła piosenka „Nobody Told Me” Johna Lennona, zawierająca słowa: Nikt mi nie powiedział, że nadejdą takie dni / Dziwne dni.
Podczas gdy w głównym budynku miała miejsce oficjalna uroczystość, w showroomie wystawiane było magiczne przedstawienie Ricka Thomasa – najpopularniejsze dzienne show w historii Strip.

## Implozja

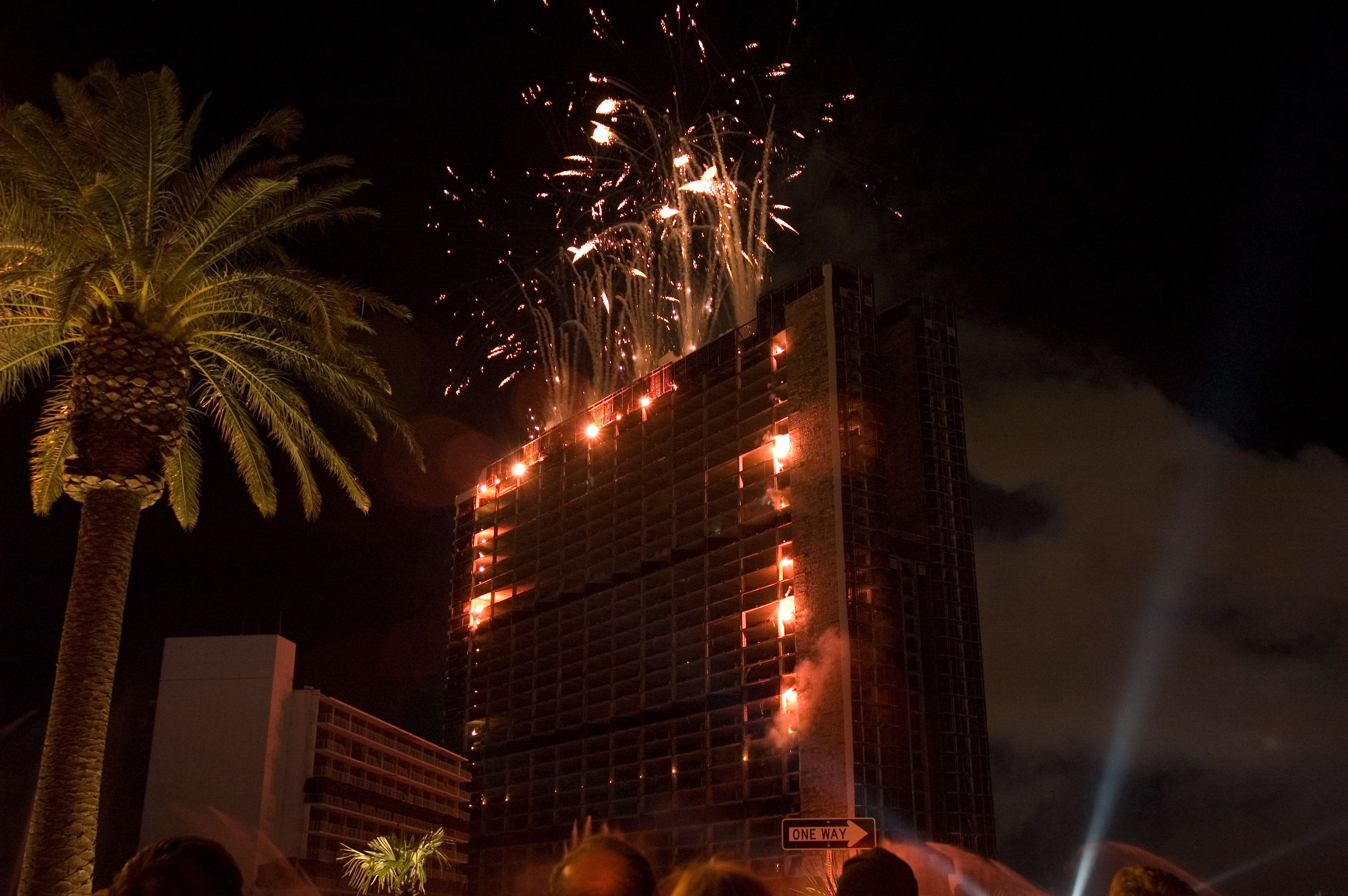
Fajerwerki rozświetlające Stardust tuż przed rozpoczęciem procesu implozji

We wtorek, 13 marca 2007 roku, o godzinie 02:33 budynki wchodzące w skład kompleksu Stardust Resort zostały poddane implozji podczas ceremonii, która zawierała również pokazy fajerwerków.

## Stardust w mediach

### Literatura
- Książka Casino: Love and Honor in Las Vegas autorstwa Nicholasa Pileggiego i Larry’ego Shandlinga, dokumentuje okres, w którym Stardust oraz dwa pobliskie kasyna, były nieoficjalnie prowadzone przez członków mafii.
- Książka The Odds: One Season, Three Gamblers and the Death of Their Las Vegas autorstwa Chada Millmana dokumentuje rok z życia członków zarządu obiektu, Joe Lupo i Boba Scucciego.
- Książka The Stardust of Yesterday: Reflections on a Las Vegas Legend napisana przez Heidi Knapp Rinellę przedstawia kompletną historię kompleksu Stardust. Rinella i Mike Weatherford (edytor książki) byli stałymi pracownikami dziennika Las Vegas Review-Journal(inne języki). W The Stardust of Yesterday: Reflections on a Las Vegas Legend przedstawionych zostało wiele wspomnień duetu Siegfried i Roy, którzy zadebiutowali w Stardust w latach 70.

### Film
- Ogromny znak neonowy Stardust widziany jest w filmach Austin Powers, Las Vegas Parano oraz Marsjanie atakują! (gdzie niszczą go Marsjanie).
- Martin Scorsese nakręcił w 1995 roku film Kasyno, oparty na książce Pileggiego.
- W 1994 roku, w Stardust nakręcono film Saved By The Bell: Wedding In Las Vegas.
- Obraz Showgirls z 1995 roku został częściowo nakręcony w Stardust; ponadto w Stardust rozgrywa się akcja niektórych scen filmu.
- W Stardust kręcone były sceny filmu Swingers z 1996 roku.